# Имперская служба безопасности
Имперская служба безопасности (нем. Reichssicherheitsdienst, RSD) — специальное подразделение СС, существовавшее в 1933—1945, основной задачей которого являлось обеспечение личной безопасности руководства нацистской Германии. Первоначально была создана для личной охраны Адольфа Гитлера, позже её полномочия были расширены для охраны других высокопоставленных деятелей нацистского режима. В организационном плане была полностью отделена от СД.
Функции Имперской службы безопасности включали обеспечение личной безопасности руководителей нацистской Германии, расследование покушений на них, осмотр зданий и других мест пребывания. Имперская служба безопасности имела право обращаться за содействием к другим подразделениям СС.

## История
Специальное подразделение СС было создано 15 марта 1933 года под названием «Führerschutzkommando» («команда защиты фюрера») под командованием Ганса Раттенхубера, в то время — штандартенфюрера СС. Первоначально это была группа офицеров баварской полиции, которые обеспечивали безопасность фюрера только в пределах Баварии, а охрану Гитлера за пределами Баварии вела нем. SS-Begleitkommando des Führers, которая была основана в феврале 1932 года.
Весной 1934 года «Begleitkommando» была заменена на новое подразделение — «Führerschutzkommando», в задачи которого входила охрана фюрера на всей территории Германии. 1 августа 1935 года это подразделение было переименовано в Reichssicherheitsdienst («Имперская служба безопасности»).
В 1936 году Верховное главнокомандование вермахта потребовало, чтобы все сотрудники Имперской службы безопасности были офицерами вермахта, но с дополнительными полномочиями и привилегиями. Сотрудники Имперской службы безопасности числились в штате рейхсфюрера СС Гиммлера и носили униформу СС с символикой СД, а кроме того, они имели все права и полномочия сотрудников гестапо, тайной полевой полиции и полевой жандармерии. Служить в Имперской службе безопасности мог каждый, соответствующий требованиям к членам СС и представивший доказательства чистоты своего арийского происхождения. С 1936 года все сотрудники Имперской службы безопасности были членами СС.
С началом Второй мировой войны, RSD охраняла Гитлера и других руководителей нацистской Германии на всей территории оккупированной Европы. Раттенхубер, как руководитель RSD, непосредственно отвечал за обеспечение полевого штаба Гитлера. В частности, RSD охраняла ставку фюрера — «Вольфсшанце» в районе города Растенбурга. Гитлер впервые прибыл в «Вольфсшанце» 23 июня 1941 года, а последний раз — 20 ноября 1944 года. В целом, он провел в своей ставке более 800 дней на протяжении трёх с половиной лет. Заместитель Раттенхубера Петер Хёгль был назначен начальником отдела 1 RSD (личная охрана Гитлера).
В январе 1945 года Раттенхубер сопровождал Гитлера и его окружение в бункер рейхсканцелярии в Берлине. 27 апреля Хёгль организовал поиски в Берлине группенфюрера СС Германа Фегелейна, который покинул свой пост в бункере Гитлера. Фегелейн был доставлен обратно в бункер фюрера и 28 апреля расстрелян. После самоубийства Гитлера Раттенхубер и другие сотрудники Имперской службы безопасности были взяты в плен Красной Армией в Берлине 1 мая, а 8 мая служба была ликвидирована.